# Битва под Венденом (1601)
Битва под Венденом — сражение, произошедшее 7 января 1601 года во время польско-шведской войны 1600–1611 гг.

## Ход битвы
6 января 1601 года шведские войска заняли Дерпт. 7 января трёхтысячный шведский отряд неожиданно атаковал войска Речи Посполитой под Венденом.
Польский отряд под командованием полковника Матвея Дембинского, несмотря на неожиданность нападения, быстро изготовился к битве. Как раз в этот момент подошёл с подкреплениями венденский воевода Георг Фаренсбах, и польско-литовские силы увеличились до 700 человек.
Шведская кавалерия попыталась применить тактику караколя, однако попала (впервые в своей истории) под атаку гусарии и, не выдержав удара, бросилась наутёк. Лёд на реке Гауя не выдержал веса шведских лошадей и проломился, что привело к дальнейшим потерям среди шведских кавалеристов. Шведская пехота не желала сдаваться и дралась до последнего, что и послужило причиной больших потерь убитыми у шведской стороны.

## Результаты
Выиграв битву, польско-литовская сторона не смогла развить успех: долгое время не получавшие жалованья солдаты принялись грабить окрестности.